# Place Saint-Simplice
Pour les articles homonymes, voir Simplice.
La place Saint-Simplice est une place dans la ville de Metz, en Moselle.

## Origine du nom
La place porte le nom de Saint Simplice, pape qui régna de 468 à 483, à une période d'incessantes invasions barbares qui n'épargnèrent que le Vatican.

## Historique
Elle a été construite au XIXe siècle et a été ouverte au public en 1809 par la destruction de l'église éponyme pour permettre une liaison de la place Saint-Louis à la rue Mazelle par le nouveau pont d'Iéna (sur la Seille). La place communique de la place Saint Louis avec les rues du Change, Tête d'Or, de la Monnaie, et Haute Seille.
En 1808 elle porte le nom de place Friedland. Une fontaine du XIXe siècle avait été aménagée en 1866 puis supprimée en 1932 pour faciliter la circulation des véhicules.